# فيصل بن ثامر بن عبد العزيز آل سعود
الأمير فيصل بن ثامر بن عبد العزيز آل سعود، ولد في مدينة الطائف في 5 شعبان 1374 هـ الموافق 29 مارس 1955 وهو الابن الوحيد للأمير ثامر بن عبد العزيز آل سعود.

## مناصبه الحكومية
- وكيل إمارة منطقة مكة المكرمة للشؤون الأمنية.
- مستشار أمير منطقة مكة المكرمة حتى بداية عام 1429 هـ.
- عضو في هيئة البيعة السعودية.

تم إعفائه من منصبه بناء على قرار وزير الداخلية.

## زوجاته
- الأميرة صيتة بنت عبد الله بن عبد العزيز آل سعود (مطلقة). والدة الأميرة جواهر، والأمير ثامر.
- الأميرة غادة بنت عبد اللطيف نادر شاه (على ذمته). والدة الأميرة الجوهرة، والأمير عبد العزيز.

## أبناؤه
- الأميرة جواهر بنت فيصل بن ثامر بن عبد العزيز آل سعود. ولدت في الرياض 1408/2/21هـ. خريجة المرحلة الثانوية للعام الدراسي 1425/ 1426هـ، الدفعة الثالثة من مدارس المملكة.[1] متزوجة من الأمير خالد بن فيصل بن بندر بن خالد بن عبد العزيز آل سعود،[2] ولها من الأبناء الأميرة سارة، والأمير بندر.
- الأمير ثامر بن فيصل بن ثامر بن عبد العزيز آل سعود. ولد في لوس أنجلوس 1409/5/15هـ؛[3] وذلك عندما كان الأمير فيصل يدرس الماجستير في جامعة كاليفورنيا. عندما بلغ عمره السنة انتقل هو ووالده إلى السعودية. وهو أيضًا يتحدث الإنجليزية والفرنسية بطلاقة.[3] متزوج من كريمة الأمير نايف بن عبدالله بن عبدالرحمن .
- الأميرة الجوهرة بنت فيصل بن ثامر بن عبد العزيز آل سعود. ولدت في جدة 1424/10/13هـ.
- الأمير عبد العزيز بن فيصل بن ثامر بن عبد العزيز آل سعود. توفي وعمره شهر واحد في 1426/6/16هـ الموافق 2005/7/22م.[4]